# Czesław Furmanek
Czesław Furmanek (ur. 7 czerwca 1922 w Środzie Wielkopolskiej, zm. 11 października 2006 w Warszawie) – pułkownik Sił Zbrojnych Polskiej Rzeczypospolitej Ludowej, wieloletni zastępca szefa Departamentu Kadr Ministerstwa Obrony Narodowej (1960–1985).

## Życiorys
Syn Wincentego. W 1939 roku ukończył gimnazjum w Inowrocławiu. W czerwcu 1945 ochotniczo wstąpił do ludowego Wojska Polskiego. W 1946 został żołnierzem zawodowym. W 1948 roku otrzymał pierwszy stopień oficerski. Pełnił służbę w 9 Łużyckim Pułku Czołgów Średnich, gdzie był zastępcą komendanta szkoły podoficerskiej, następnie był instruktorem Wydziału Politycznego 8 Dywizji Zmechanizowanej w Koszalinie. W 1952 został szefem Wydziału Kadr Zarządu Politycznego Pomorskiego Okręgu Wojskowego w Bydgoszczy. W latach 1957–1960 był szefem Wydziału Kadr Zarządu Politycznego Śląskiego Okręgu Wojskowego. Od 1960 do 1985 był zastępcą szefa Departamentu Kadr MON. Stanowisko to zajmował przez 25 lat, będąc kolejno zastępcą gen. bryg. Jerzego Fonkowicza, gen. bryg. Stanisława Wytyczaka i gen. dyw. Zygmunta Zielińskiego. W latach 1965–1966 był członkiem Międzynarodowej Komisji Kontroli i Nadzoru w Laosie. W 1987 roku po 42 latach zawodowej służby wojskowej odszedł na emeryturę, pożegnany przez szefa Głównego Zarządu Politycznego WP gen. dyw. dr Tadeusza Szaciło.
W październiku 1984 wyróżniony przez ministra obrony narodowej gen. armii Floriana Siwickiego wpisem do Honorowej Księgi Czynów Żołnierskich wyłożonej w Sali Zwycięstwa Muzeum Wojska Polskiego w Warszawie.
Członek PPR i PZPR. Założyciel i przez 25 lat prezes Studia Plastycznego „Wiarus”, organizator wielu wystaw prac malarskich, organizator plenerów malarskich.

## Odznaczenia i wyróżnienia
- Wpis do Honorowej Księgi Czynów Żołnierskich (1984)
- Krzyż Komandorski Orderu Odrodzenia Polski
- Krzyż Oficerski Orderu Odrodzenia Polski
- Krzyż Kawalerski Orderu Odrodzenia Polski
- Złoty Krzyż Zasługi
- Brązowy Krzyż Zasługi
- Medal 10-lecia Polski Ludowej
- Medal 30-lecia Polski Ludowej
- Medal 40-lecia Polski Ludowej
- Medal Zwycięstwa i Wolności 1945
- Złoty Medal „Siły Zbrojne w Służbie Ojczyzny”
- Srebrny Medal „Siły Zbrojne w Służbie Ojczyzny”
- Brązowy Medal „Siły Zbrojne w Służbie Ojczyzny”
- Złoty Medal Za zasługi dla obronności kraju
- Srebrny Medal Za zasługi dla obronności kraju
- Brązowy Medal Za zasługi dla obronności kraju
- Medal Komisji Edukacji Narodowej (1974)[1]
- Order Wojny Ojczyźnianej (ZSRR)
- inne odznaczenia resortowe, regionalne i organizacyjne